# Seznam ladij, poškodovanih v rusko-ukrajinski vojni
Spodaj je seznam poškodovanih ali potopljenih ladij med rusko-ukrajinsko vojno, vključno z aneksijo Krima leta 2014 in rusko invazijo na Ukrajino od leta 2022.

## Seznam ladij

### Konflikt na Krimu 2014

#### Ruska mornarica
- Očakov - Križarka razreda Kara je bila 6. marca 2014 potopljena v zalivu Donuzlav na Krimu v Ukrajini. Potop je bil del ruskega vojaškega posredovanja v Ukrajini leta 2014 in je bil namenjen blokiranju ladij ukrajinske mornarice.[1]
- VM-416 — Potapljaško podporno plovilo razreda Jelva je bilo 7. marca 2014 potopljeno poleg Očakova.[2]

### Incident v Kerški ožini 2018

#### Ukrajinska mornarica
- Berdjansk in Nikopol — 25. novembra 2018 so ruske vojaške ladje med incidentom v Kerški ožini poškodovale in zajele topnjači razreda Gjurza-M.[3][4] Ladje so bile leta 2020 vrnjene Ukrajini.
- Jani Kapu — Vlečni čoln je bil poškodovan 25. novembra 2018 med incidentom v Kerški ožini.[4]

### Ruska invazija na Ukrajino (2022)

#### Ukrajinska mornarica
- Ruske sile naj bi uničile osem neznanih plovil.[5]
- Getman Sahajdahni - Fregata je bila potopljena v Mikolajivu, da bi preprečili zajetje ruske mornarice.[6]

Ruska mornarica

#### Civilna plovila
- Yasa Jupiter — Ladjo za razsuti tovor v lasti turškega Ya-Sa Holding je v Črnem morju pred Odeso zadela ruska raketa. Bila je na poti med Dneprom proti Konstanti.[7][8]
- Millenial Spirit — Tanker je bil zadet 25. februarja 2022 pred ukrajinsko obalo. 10 članov posadke je bilo rešenih.[9]
- Namura Queen — Tovorna ladja je bila 25. februarja 2022 pred ukrajinsko obalo zadeta z rusko raketo.[10]
- Lady Anastasia — Jahta v lasti ruskega oligarha Aleksandra Mijejeva je bila 27. februarja 2022 med popravili na Palmi de Mallorci sabotirana s strani Ukrajine.[11]
- Banglar Samriddhi —  Ladjo za razsuti tovor v lasti Bangladeške ladjarske družbe je 2. marca 2022 zadela ruska raketa in ladja se je pri tem vnela. En član posadke je bil ubit.[12][13]
- Helt — Tovorna ladja v lasti Vista Shipping Agency se je 2. marca po domnevnem trku s podvodno mino potopila pred obalo Ukrajine.[14] 4 člani posadke, ki so bili sprva pogrešani, so bili kasneje najdeni.[15] S strani ruske mornarice naj bi bila uporabljena kot ščit pred ukrajinskim obstreljevanjem.[16]